# Chapelle Notre-Dame-d'Alet
Pour les articles homonymes, voir Cathédrale Notre-Dame d'Alet.
La chapelle Notre-Dame-d'Alet est une chapelle catholique située à Montaigut-sur-Save, en France.
Un ouvrage récent permet de mieux connaitre l'histoire officielle du sanctuaire.

## Localisation
La chapelle Notre-Dame-d'Alet est située dans le département français de la Haute-Garonne, sur la commune de Montaigut-sur-Save à 20 km au nord-ouest de Toulouse.

## Historique
À la suite de l'apparition de la Vierge à un laboureur nommé Raymond au XIIe siècle, il fut construit un premier sanctuaire. La première chapelle vit le passage de Saint Dominique en 1213. Elle fut détruite  au cours des guerres de religion en 1568 par les Huguenots. 
En 1673, la Vierge apparait à trois reprises à un autre laboureur Raymond Vialette, lui demandant la reconstruction de la chapelle. De nombreux autres habitants de Montaigut sont également témoins d'apparitions. 
La chapelle est reconstruite par les habitants de la région. La première pierre est posée en décembre 1673 et la première messe est célébrée le 8 avril 1674. 
Henri Le Masuyer, procureur général au Parlement de Toulouse et seigneur de Montaigut sera très actif dans le développement du culte à Notre Dame d'Alet. De toute la région, les pèlerins arrivaient en nombre, on dut alors agrandir le sanctuaire avec une chapellenie et un cloître. De cette époque datent les remarquables retables baroques du maître-autel, dû à Thibaud Maistrier, et des chapelles secondaires.  
À la Révolution, le comité révolutionnaire décida de détruire la chapelle mais les habitants du village s'y opposèrent. Une des quatre chapelles est alors détruite. 
La chapelle achetée par des paroissiens à la Révolution est donnée au diocèse. Les pères du Sacré-Cœur de Toulouse, surnommés pères du Calvaire s'installent à Alet et restaurent le sanctuaire : ajout du porche d'entrée, reconstruction d'une quatrième chapelle, création d'un plafond à caissons, d'une chaire et d'un ensemble de vitraux de l'atelier Gesta. En outre, la chapelle possède deux Vierges de Pitié de qualité, l'une de pierre du XVIe siècle de style bourguignon et l'autre de terre cuite réalisée au XVIIe siècle par Étienne Dugast. Cette dernière était placée à l'origine sur le toit de la chapelle, une copie l'y a remplacée depuis 1996.
Le 16 juin 1863, la statue de la Vierge est officiellement couronnée avec l'autorisation du pape Pie IX. Une plaque en marbre rappelant cet évènement a été installée dans la nef de la chapelle.
Sœur Emmanuelle vient faire un séjour à Notre-Dame-d’Alet en 1995, hébergée par la gardienne des lieux, sœur Jacqueline Mercier des Rochettes, de la même congrégation des sœurs de Sion.
En 2019, à la demande du recteur de Notre Dame d'Alet, une reliquaire de Saint Dominique est installé dans la chapelle (reliquaire créé par Augustin Frison-Roche).

## Intérieur
Retable de bois doré du XVIIe siècle ainsi qu’un ensemble de vitraux XIXe siècle de Gesta.
L'édifice est classé au titre des monuments historiques en 1988.

## Galerie

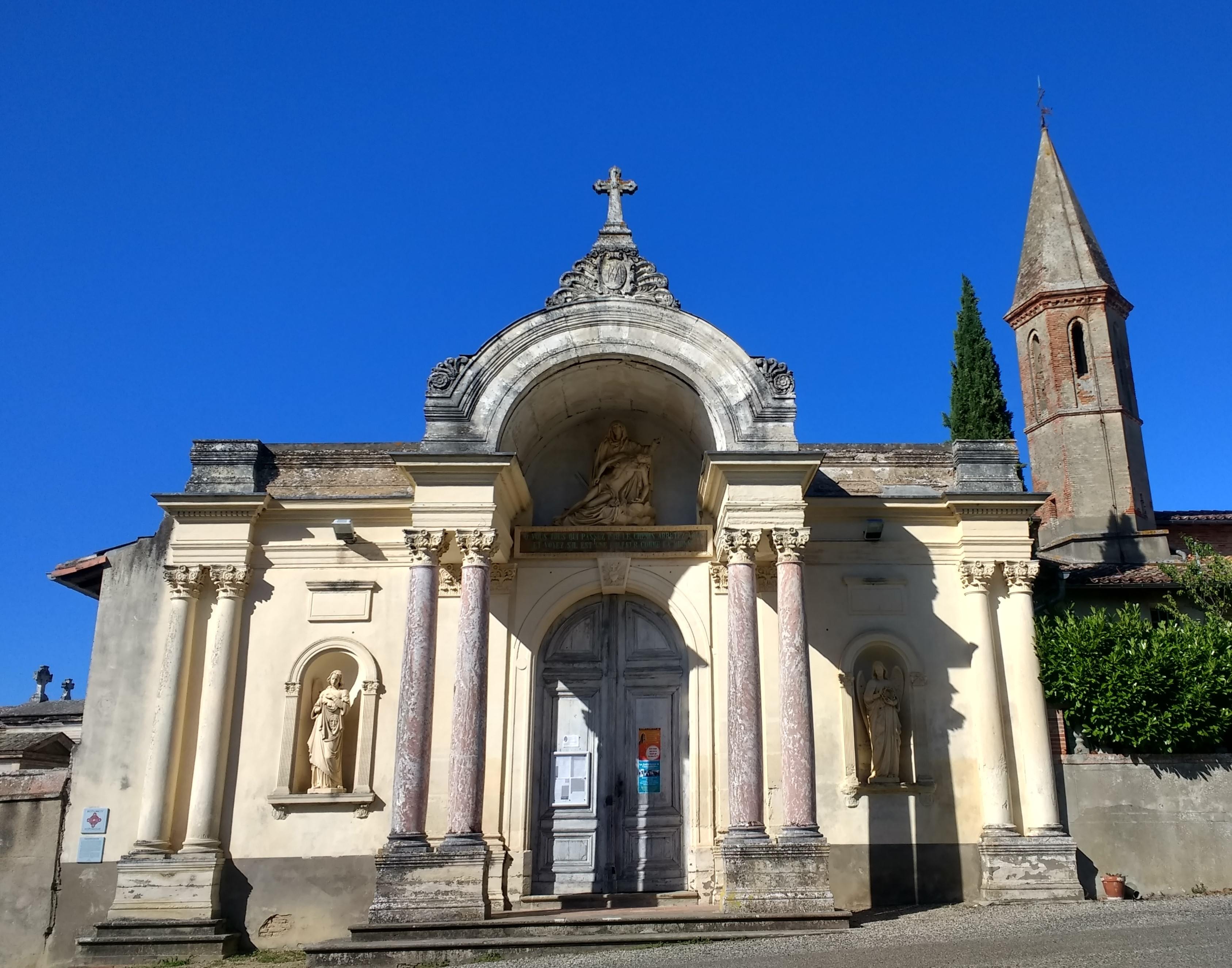
Le porche de la chapelle
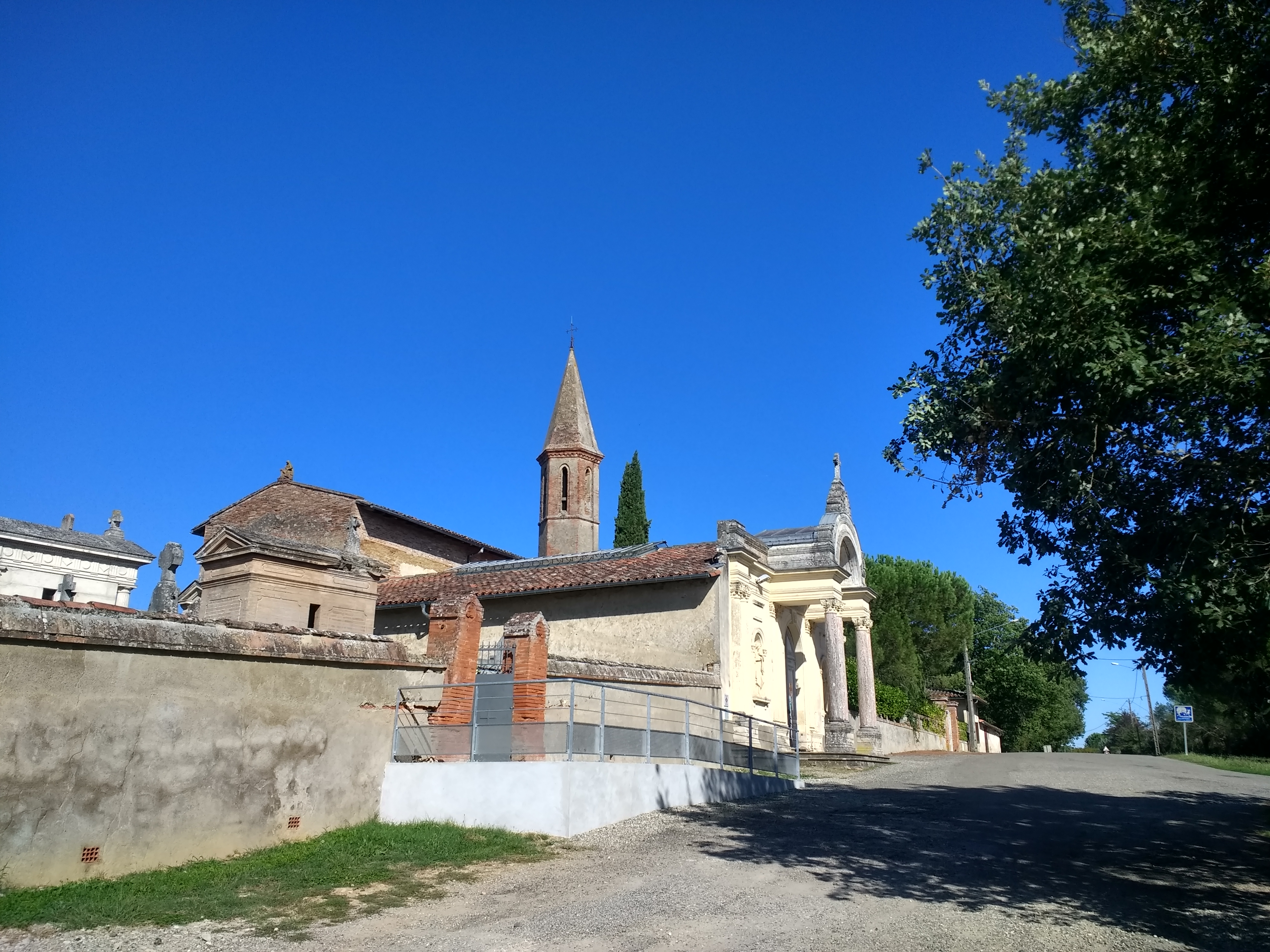
Avec le cimetière côté ouest
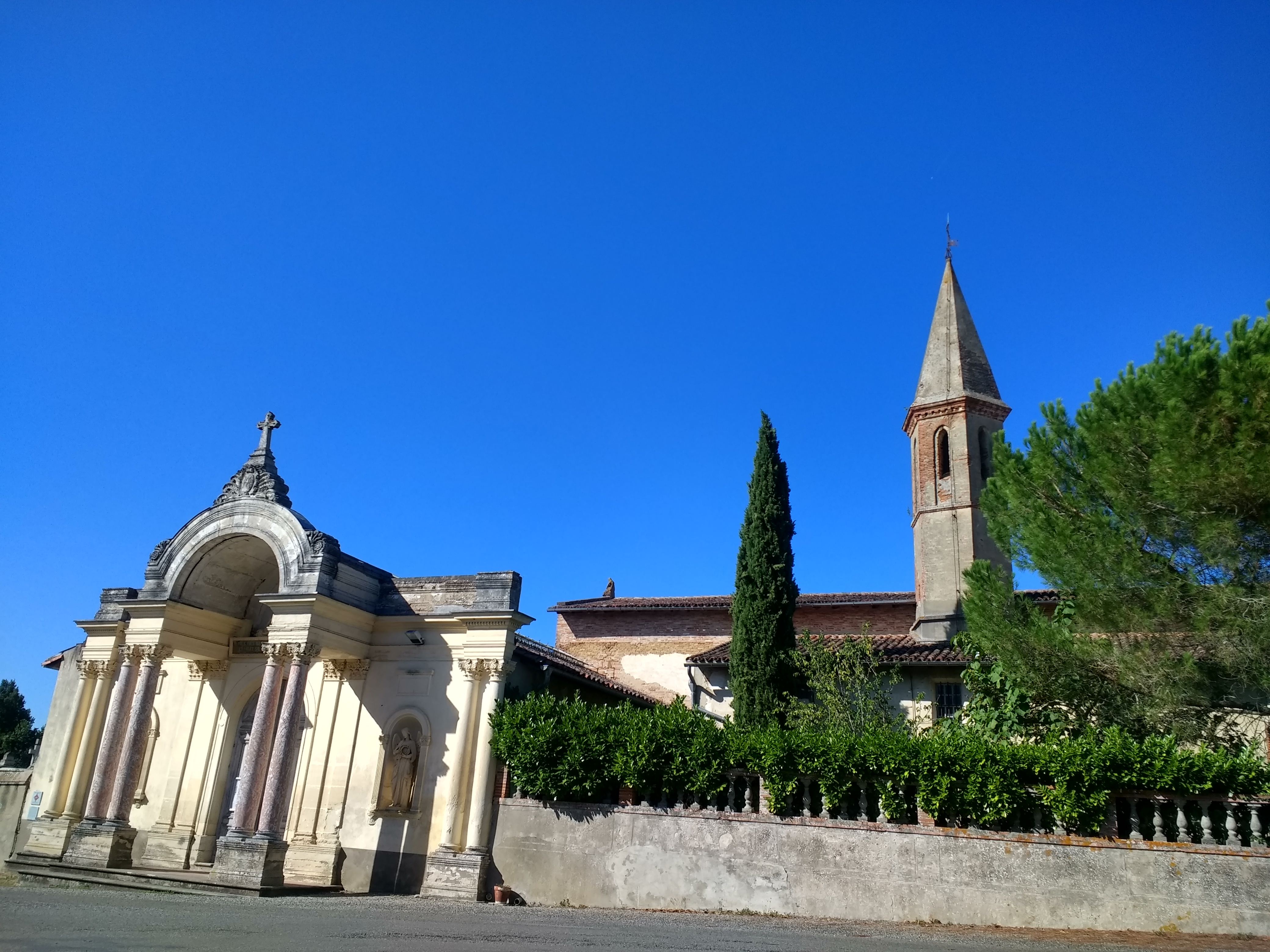
Du chemin côté est
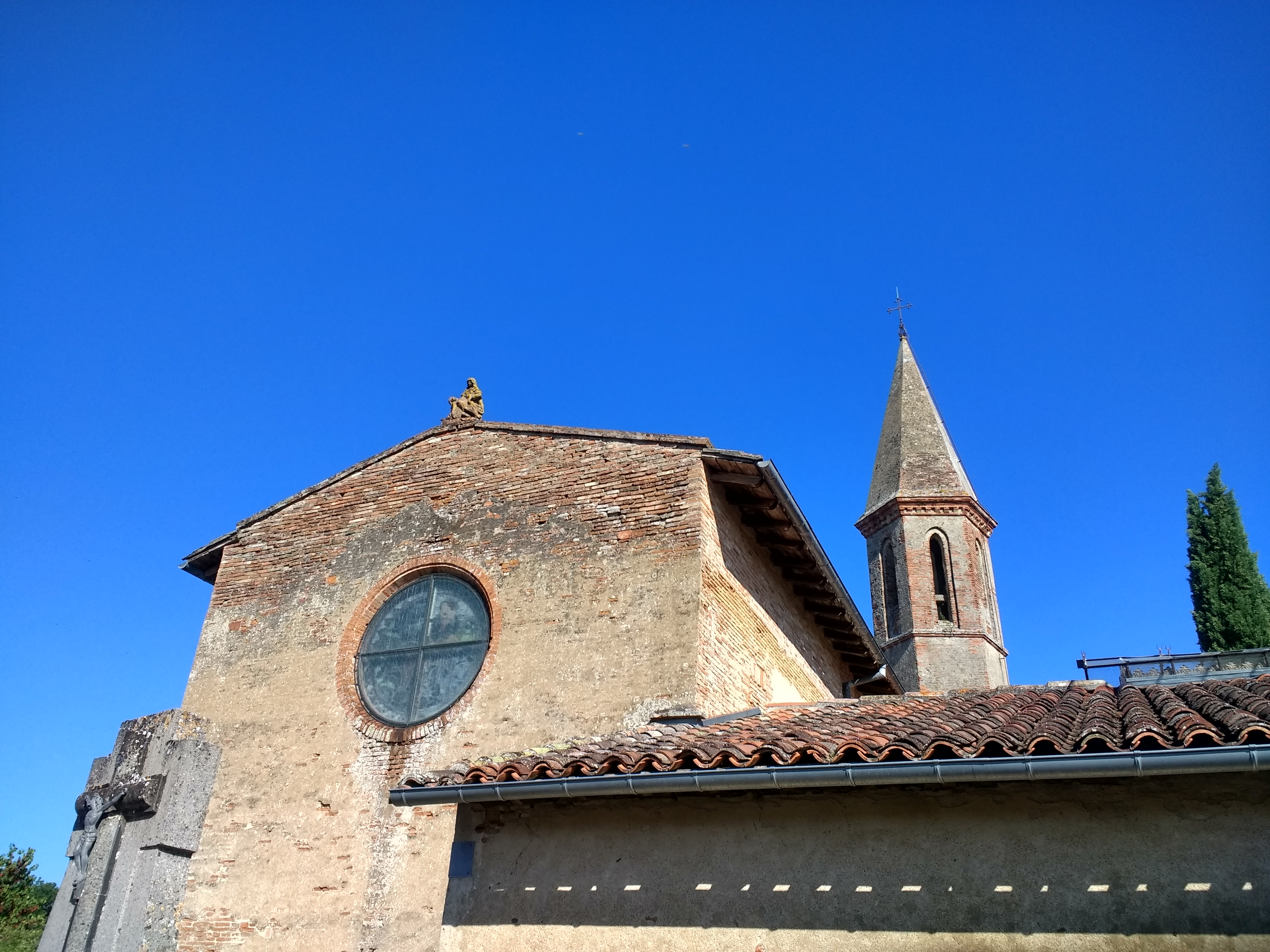
Depuis le cimetière, avec la Piété en terre cuite